# 68 Armia (ZSRR)
68 Armia (ros. 68-я армия) – związek operacyjny Armii Czerwonej z okresu II wojny światowej.

## Historia
Armia została zorganizowana w lutym 1943 roku na Froncie Północno-Zachodnim z oddziałów z odwodu Naczelnego Dowództwa oraz dowództwa rozformowanej 57 Armii.
Po utworzeniu w składzie grupy gen. płk. M. Chozina Frontu Północno-Zachodniego wzięła udział w walkach o Diemiańska, a potem broniła obszaru pomiędzy rzeką Łować a Redja.
W maju 1943 roku została wycofana do odwodu Naczelnego Dowództwa Armii Czerwonej, gdzie została uzupełniona i w czerwcu 1943 roku włączona w skład Frontu Zachodniego wzięła udział w operacji smoleńskiej od sierpnia do października 1943 roku.
Na początku listopada 1943 roku po przekazaniu swoich wojsk 5 Armii została rozformowana.

## Dowódcy
- gen. por. Fiodor Tołbuchin (luty – marzec 1943)
- gen. mjr/gen. por. Jewgienij Żurawlow (marzec 1943 – październik 1943)

## Skład[1]

### marzec 1943
- 37 Dywizja Strzelecka
- 1 Gwardyjska Dywizja Powietrznodesantowa;
- 5 Gwardyjska Dywizja Powietrznodesantowa;
- 7 Gwardyjska Dywizja Powietrznodesantowa;
- 8 Gwardyjska Dywizja Powietrznodesantowa;
- 10 Gwardyjska Dywizja Powietrznodesantowa.

### maj 1943
- 1 Gwardyjska Dywizja Powietrznodesantowa;
- 10 Gwardyjska Dywizja Powietrznodesantowa;
- 43 Gwardyjska Dywizja Strzelecka;
- 200 Dywizja Strzelecka.

### czerwiec 1943
- 153 Dywizja Strzelecka;
- 154 Dywizja Strzelecka;
- 156 Dywizja Strzelecka;
- 157 Dywizja Strzelecka;
- 159 Dywizja Strzelecka;
- 173 Dywizja Strzelecka;
- 192 Dywizja Strzelecka;
- 199 Dywizja Strzelecka.

### sierpień 1943
- 62 Korpus Strzelecki;
  - 153 Dywizja Strzelecka;
  - 154 Dywizja Strzelecka;
  - 159 Dywizja Strzelecka;
- 72 Korpus Strzelecki (dowództwo)[2];
- 81 Korpus Strzelecki (dowództwo)[2];
- 156 Dywizja Strzelecka;
- 157 Dywizja Strzelecka;
- 192 Dywizja Strzelecka;
- 199 Dywizja Strzelecka.

### wrzesień 1943
- 72 Korpus Strzelecki;
  - 156 Dywizja Strzelecka;
  - 192 Dywizja Strzelecka;
  - 199 Dywizja Strzelecka;
- 81 Korpus Strzelecki (dowództwo)[2];
- 159 Dywizja Strzelecka.

### październik 1943
- 45 Korpus Strzelecki;
  - 88 Dywizja Strzelecka;
  - 251 Dywizja Strzelecka;
- 72 Korpus Strzelecki;
  - 192 Dywizja Strzelecka;
  - 199 Dywizja Strzelecka;
- 81 Korpus Strzelecki (dowództwo)[2];
- 159 Dywizja Strzelecka;
- 220 Dywizja Strzelecka.

### listopad 1943
- 69 Korpus Strzelecki;
  - 76 Dywizja Strzelecka;
  - 157 Dywizja Strzelecka;
  - 290 Dywizja Strzelecka;
- 72 Korpus Strzelecki;
  - 159 Dywizja Strzelecka;
  - 174 Dywizja Strzelecka;
  - 192 Dywizja Strzelecka;
- 81 Korpus Strzelecki;
  - 95 Dywizja Strzelecka;
  - 173 Dywizja Strzelecka;
  - 199 Dywizja Strzelecka.